# Santa María la Asunción kommun
Santa María la Asunción är en kommun i Mexiko.   Den ligger i delstaten Oaxaca, i den sydöstra delen av landet, 280 km sydost om huvudstaden Mexico City.
Följande samhällen finns i Santa María la Asunción:
- Santa María la Asunción
- Llano de Agua
- San Agustín Nuevo